# علام بيلو
علام بيلو (بالإسبانية: Allam Bello)‏ هو لاعب كرة قدم مكسيكي في مركز الوسط، ولد في 8 يونيو 1988 في Ciudad Sahagún ‏ في المكسيك. لعب مع طوروس نيزا وكروز آزول ونادي أتلانتي ونادي إيرابواتو.

## وصلات خارجية
- علام بيلو على موقع قاعدة بيانات كرة القدم.إي يو (الإنجليزية)
- علام بيلو على موقع Soccerway.com (الإنجليزية)